# 눈물의 고속도로 연쇄살인사건
눈물의 고속도로 연쇄살인사건(Highway of Tears serial murder)은 캐나다의 브리티시컬럼비아주 16번 고속도로 선상에서 프린스조지와 프린스루퍼트 사이를 잇는 특정 800 킬로미터 구간에서, 1969년부터 2022년까지 현재 진행형인 여성 연쇄 살인사건이다. 피해자의 절반 이상이 아메리카 원주민이었다. 캐나다 당국에서는 피해자를 18명으로 추산하고 있으나, 원주민 추장들은 피해자가 43명 이상이라고 주장하고 있다.

## 피해자 일람
| 번호 | 이름                                   | 당시 나이 | 현재 상태 | 최후 목격 장소 | 사건 연도   | 비고 |
| ---- | -------------------------------------- | --------- | --------- | -------------- | ----------- | --- |
| 1    | 글로리아 무디(Gloria Moody)            | 26세      | 사망 확인 | 윌리엄스레이크 | 1969년      | 10월 25일에 윌리엄스레이크의 선술집을 떠나는 것이 마지막으로 목격되었음. 10 킬로미터 떨어진 방목장의 수풀 속에서 시체가 발견됨. |
| 2    | 미슐랭 파레(Micheline Pare)            | 18세      | 사망 확인 | 허드슨즈호프   | 1970년      | 20번 고속도로 길가, 세인트존과 허드슨즈호프 사이에 위치한 톰킨즈 목장 입구에서 마지막으로 목격됨. 파레를 여기까지 태워준 두 여성이 이곳에 파레를 내려주었음. |
| 3    | 게일 웨이즈(Gale Weys)                 | 19세      | 사망 확인 | 클리어워터     | 1973년 10월 | 클리어워터에서 캠루프스로 가기 위해 히치하이킹을 했다가 사라짐. 시체는 클리어워터 남쪽 5번 고속도로의 배수로 속에서 발견됨. 바비 잭 파울러가 유력 용의자 |
| 4    | 파멜라 달링턴(Pamela Darlington)       | 19세      | 사망 확인 | 캠루프스       | 1973년 11월 | 캠루프스에서 동네 술집으로 가기 위해 히치하이킹을 했다가 사라짐. 시체는 다음날 발견됨. 바비 잭 파울러가 유력 용의자 |
| 5    | 모니카 이그나스(Monica Ignas)          | 15세      | 사망 확인 | 손힐           | 1974년 12월 | 1974년 12월 13일 사라짐. 학교에서 집으로 가는 도중 사라진 것으로 추측. 시체는 1975년 4월 6일 테라스 동쪽에서 발견됨. 목졸려 죽었음. |
| 6    | 칼린 맥밀란(Colleen MacMillen)         | 16세      | 사망 확인 | 100마일하우스  | 1974년 8월  | 자기 집에서 나와 근처의 친구 집에 가기 위해 히치하이킹을 했다가 사라짐. 2012년, 그녀의 시체에서 용의자 바비 잭 파울러의 DNA 발견됨. |
| 7    | 모니카 잭(Monica Jack)                 | 12세      | 사망 확인 | 메리트         | 1978년      | 17년 동안 생사가 불명이었다가, 1995년 6월에 산림 관리원들이 과거 모니카의 자전거가 발견되었던 곳에서 20 킬로미터 떨어진 스와쿰 산에서 벌채를 하다가 백골사체를 발견함. 치아기록과 DNA 검사 결과 모니카로 확인됨. 경찰에 따르면 1996년 당시 용의자가 있었으나 기소할 만한 증거가 부족했다 함.           |
| 8    | 모린 모시(Maureen Mosie)               | 33        | 사망 확인 | 캠루프스       | 1981년      | |
| 9    | 셸리앤 바스쿠(Shelly-Ann Bascu)        | 16        | 실종      | 힌튼           | 1983년      | 실종되고 며칠 뒤 애서배스카 강 근처에서 그녀의 혈액형과 일치하는 핏자국과 옷가지가 발견됨. |
| 10   | 앨버타 윌리엄스(Alberta Williams)      | 24세      | 사망 확인 | 프린스루퍼트   | 1989년      | |
| 11   | 델핀 니칼(Delphine Nikal)              | 16세      | 실종      | 스미더스       | 1990년      | 스미더스에서 출발해서 16번 고속도로를 따라 동쪽으로 이동해 텔크와의 집으로 가려고 히치하이킹을 했다가 사라짐. |
| 12   | 라모나 윌슨(Ramona Wilson)             | 16세      | 사망 확인 | 스미더스       | 1994        | 1994년 6월 11일, 스미더스의 친구 집에 가려고 히치하이킹을 했음. 1995년 4월 스미더스 공항 근처에서 시체가 발견됨. |
| 13   | 록산느 티아라(Roxanne Thiara)          | 15세      | 사망 확인 | 번스레이크     | 1994년      | 1994년 7월 황금연휴 와중에 프린스조지로 가다가 실종됨. 록산느는 매춘을 업으로 했으며, 동료에게 고객과 함께 외출한다고 말하고 나갔음. 건물 모퉁이를 돌아 나갔고, 그 이후로 영영 돌아오지 못함. 시체는 1994년 8월 17일에 번스레이크에서 6킬로미터 동쪽으로 떨어진 16번 고속도로 옆의 덤불 속에서 발견됨. |
| 14   | 앨리시아 저메인(Alishia Germaine)      | 15세      | 사망 확인 | 프린스조지     | 1994년 12월 | 1994년 12월 9일, 프린스조지의 초등학교 뒤에서 척살당한 시체로 발견됨. 아메리카 원주민 혼혈인 거메인은 매춘을 한 적이 있었지만 친구들은 그녀가 죽기 2주 전부터 일을 그만두었다고 주장함. |
| 15   | 라나 데릭(Lana Derrick)                | 19세      | 실종      | 테라스         | 1995년      | 1995년 10월 손힐의 휴게소에서 마지막으로 목격됨. 상기한 바비 파울러는 미국에서 저지른 범죄로 1995년 6월에 체포되었기에 이 사건의 범인은 될 수 없음. |
| 16   | 니콜 호어(Nicole Hoar)                 | 25세      | 실종      | 프린스조지     | 2002년      | 바비 파울러는 1996년에 감옥에 가서 2006년에 죽었기 때문에, 이 사건 및 그 이후 사건들의 범인은 될 수 없음. |
| 17   | 타마라 침프먼(Tamara Chipman)          | 22세      | 실종      | 프린스루퍼트   | 2005년      | 프린스루퍼트에서 히치하이킹을 해서 16번 고속도로를 타고 동쪽으로 간 이후 목격된 바 없음. |
| 18   | 아일라 사릭 오우거(Aielah Saric Auger) | 14세      | 사망 확인 | 프린스조지     | 2006년      | |
| 19   | 로렌 돈 레슬리(Loren Donn Leslie)      | 15세      | 사망 확인 | 밴더후프       | 2010년      | 21세의 코디 르게보코프(Cody Legebokoff)가 살인자로 확인됨 |
| 20   | 매디슨 스코트(Madison Scott)           | 20세      | 실종      | 밴더후프       | 2011년      | 캠핑을 간 이후 실종됨 |

## 같이 보기
- 실종 및 살해된 원주민 여성